# Horodîșce, Bila Țerkva
Horodîșce (în ucraineană Городище) este un sat în comuna Pîlîpcea din raionul Bila Țerkva, regiunea Kiev, Ucraina.

## Demografie
Componența lingvistică a localității Horodîșce
     Ucraineană (97,38%)
     Rusă (2,62%)
Conform recensământului din 2001, majoritatea populației localității Horodîșce era vorbitoare de ucraineană (97,38%), existând în minoritate și vorbitori de rusă (2,62%).